# اینیاکی لخارتا
اینیاکی لخارتا (اسپانیایی: Iñaki Lejarreta‎; ۱ سپتامبر ۱۹۸۳ – ۱۶ دسامبر ۲۰۱۲) دوچرخه‌سوار اهل اسپانیا بود. وی در بازی‌های المپیک تابستانی ۲۰۰۸ شرکت کرده است.